# Pin pan pun (novela)
Pin Pan Pun es una novela del escritor venezolano Alejandro Rebolledo publicada en 1998. La novela fue galardonada con el Premio Urbe a la novela del año y finalista del Premio Rómulo Gallegos en 1999, año en que ganó Los detectives salvajes de Roberto Bolaño.

## Recepción
Pin Pan Pun fue publicada en 1998 por la editorial Libros Urbe. Al año siguiente, en 1999, la novela gana el Premio Urbe a la novela del año por votación popular y llega a ser finalista del Premio Rómulo Gallegos. Dicha nominación causó una ola de rechazo entre los intelectuales venezolanos. El escritor Arnaldo Valero describió:

Por parte del sector especializado se ha observado un evidente menosprecio por la novela de Rebolledo. Esta actitud resulta cuestionable una vez que el jurado de la XI edición del Premio Internacional de Novela Rómulo Gallegos llegó a incluirla entre las treinta finalistas, es decir, la reconoció como un texto relevante entre el conjunto de novelas hispanoamericanas publicadas en los últimos dos años. Como vemos, los reproches de sensacionalismo publicitario o ardid editorial resultan inaceptables.

En una entrevista que salió publicada en el suplemento "Papel Literario" del diario El Nacional, Adriano González León cuestionó el sentido del gusto de los lectores de Pin Pan Pun y les recomendó otras lecturas, incluyendo la Biblia.
En torno a su estilo de escritura, Rebolledo respondió a la polémica generada a la nominación diciendo:

Yo no sé qué significa realismo mágico. [Pin pan pun] no es, por ejemplo, igual que «Como agua para chocolate», que es una ridiculez. Mi libro no es como la estupidez de ambientar siempre la novela latinoamericana en una hacienda por allí botada en el monte (...) No puedo ocultar que cuando me mandaron a leer [Cien años de Soledad] en cuarto año de bachillerato sucumbí ante la melancolía agrícola de García Márquez, pero después me fastidié y no la pude terminar. Quería leer otras cosas. Creo que la gente, como yo, está fastidiada de que la novela latinoamericana se asocie siempre con García Márquez, las gallinas y los dramas de los borrachos bohemios desubicados (...) esas cosas que tienen que ver con gallinas y sapos que vuelan o con los dramas de los borrachos exguerrilleros no son de mi completo agrado.

En 2010 la novela es reeditada por Ediciones Puntocero.